# U-173 (tàu ngầm Đức)
U-173 là một tàu ngầm tấn công  Lớp Type IX thuộc phân lớp Type IXC được Hải quân Đức Quốc Xã chế tạo trong Chiến tranh Thế giới thứ hai. Nhập biên chế năm 1941, nó đã thực hiện được hai chuyến tuần tra, đánh chìm được một tàu chiến phụ trợ tải trọng 9.359 GRT, đồng thời gây hư hại cho một tàu chiến và hai tàu chiến phụ trợ với tổng tải trọng 1.630 tấn và 18.285 GRT. Trong chuyến tuần tra cuối cùng, U-173 bị các tàu khu trục USS Woolsey, USS Swanson và USS Quick của Hải quân Hoa Kỳ đánh chìm trong Đại Tây Dương ngoài khơi Casablanca vào ngày 16 tháng 11, 1942.

## Thiết kế và chế tạo

### Thiết kế
Thiết kế của tàu ngầm Type IXC có kích thước hơi nhỉnh hơn so với phân lớp Type IXB dẫn trước. Chúng có trọng lượng choán nước 1.120 t (1.100 tấn Anh) khi nổi và 1.232 t (1.213 tấn Anh) khi lặn. Con tàu có chiều dài chung 76,76 m (251 ft 10 in), lớp vỏ trong chịu áp lực dài 58,75 m (192 ft 9 in), mạn tàu rộng 6,76 m (22 ft 2 in), chiều cao 9,60 m (31 ft 6 in) và mớn nước 4,70 m (15 ft 5 in).
Chúng trang bị hai động cơ diesel MAN M 9 V 40/46 siêu tăng áp 9-xy lanh 4 thì, tổng công suất 4.400 PS (3.200 kW; 4.300 bhp), dẫn động hai trục chân vịt đường kính 1,92 m (6,3 ft), cho phép đạt tốc độ tối đa 18,3 kn (33,9 km/h), và tầm hoạt động tối đa 13.450 nmi (24.910 km) khi đi tốc độ đường trường 10 kn (19 km/h). Khi đi ngầm dưới nước, chúng sử dụng hai động cơ/máy phát điện Siemens-Schuckert 2 GU 345/34 tổng công suất 1.000 PS (740 kW; 990 shp). Tốc độ tối đa khi lặn là 7,3 kn (13,5 km/h), và tầm hoạt động 63 nmi (117 km) ở tốc độ 4 kn (7,4 km/h). Con tàu có khả năng lặn sâu đến 230 m (750 ft).
Vũ khí trang bị có sáu ống phóng ngư lôi 53,3 cm (21 in), bao gồm bốn ống trước mũi và hai ống phía đuôi, và mang theo tổng cộng 22 quả ngư lôi 53,3 cm (21 in). Tàu ngầm Type IX trang bị một hải pháo 10,5 cm (4,1 in) SK C/32 với 110 quả đạn, một pháo phòng không 3,7 cm (1,5 in) SK C/30 và hai pháo phòng không 2 cm (0,79 in) C/30. Thủy thủ đoàn bao gồm 4 sĩ quan và 44 thủy thủ.

### Chế tạo
U-173 được đặt hàng vào ngày 23 tháng 12, 1939, và được đặt lườn tại xưởng tàu AG Weser của hãng DeSchiMAG ở Bremen vào ngày 21 tháng 12, 1940. Nó được hạ thủy vào ngày 11 tháng 8, 1941, và nhập biên chế cùng Hải quân Đức Quốc Xã vào ngày 15 tháng 11, 1941 dưới quyền chỉ huy của Hạm trưởng, Trung tá Hải quân Heinz-Ehler Beucke .

## Lịch sử hoạt động
Sau khi hoàn tất việc chạy thử máy và huấn luyện trong thành phần Chi hạm đội U-boat 4, U-171 được điều sang Chi hạm đội U-boat 2 từ ngày 1 tháng 7, 1942 để hoạt động trên tuyến đầu cho đến khi bị mất.

### Chuyến tuần tra thứ nhất
U-173 xuất phát từ cảng Kiel, Đức vào ngày 15 tháng 6, 1942 cho chuyến tuần tra đầu tiên trong chiến tranh. Nó tiến ra Bắc Hải, rồi băng qua khe GI-UK giữa Iceland và quần đảo Faroe để vòng qua quần đảo Anh, và tiếp tục băng qua suốt Đại Tây Dương để hoạt động trong vùng biển Caribe và dọc bờ biển Tây Bắc của lục địa Nam Mỹ. Chiếc U-boat đã không đánh chìm được mục tiêu nào, nên kết thúc chuyến tuần tra khi đi đến cảng Lorient bên bờ Đại Tây Dương của Pháp đã bị Đức chiếm đóng, đến nơi vào ngày 20 tháng 9.

### Chuyến tuần tra thứ hai – Bị mất
U-173 khởi hành từ Lorient vào ngày 1 tháng 11 cho chuyến tuần tra thứ hai, cũng là chuyến cuối cùng, và đã hướng xuống phía Nam để hoạt động ở lối ra vào phía Tây của eo biển Gibraltar. Nó có nhiệm vụ đánh chặn các đoàn tàu vận tải Đồng Minh tham gia Chiến dịch Torch, cuộc đổ bộ của lực lượng Đồng Minh lên Bắc Phi.
Vào ngày 11 tháng 11, chiếc U-boat đã phóng ngư lôi tấn công Đoàn tàu UGF-1 đang neo đậu tại Fedhala Roads (ngoài khơi Mohammedia, Maroc), đánh chìm được chiếc tàu chở quân Hoa Kỳ USS Joseph Hewes 9.359 GRT, đồng thời gây hư hại cho tàu tiếp dầu Hoa Kỳ USS Winooski 10.172 GRT, và tàu khu trục Hoa Kỳ USS Hambleton (1.650 tấn). Đến ngày 15 tháng 11, chiếc tàu ngầm lại phóng ngư lôi tấn công và gây hư hại cho chiếc tàu chở hàng Hoa Kỳ USS Electra 8.113 GRT ở vị trí ngoài khơi Casablanca.
Sang ngày hôm sau 16 tháng 11, U-173 bị các tàu khu trục USS Woolsey, USS Swanson và USS Quick của Hải quân Hoa Kỳ thả mìn sâu đánh chìm trong Đại Tây Dương ngoài khơi Casablanca, tại tọa độ 33°40′B 7°35′T / 33,667°B 7,583°T. Toàn bộ 57 thành viên thủy thủ đoàn của U-173 đều đã tử trận.

### "Bầy sói" tham gia
U-173 từng tham gia một bầy sói:
- Schlagetot (9 - 16 tháng 11, 1942)

### Tóm tắt chiến công
U-173 đã đánh chìm được tàu chiến phụ trợ tải trọng 9.359 GRT, đồng thời gây hư hại cho một tàu chiến và hai tàu chiến phụ trợ với tổng tải trọng 1.630 tấn và 18.285 GRT:
| Ngày              | Tên tàu          | Quốc tịch       | Tải trọng | Số phận      |
| ----------------- | ---------------- | --------------- | --------- | ------------ |
| 11 tháng 11, 1942 | USS Hambleton    | Hải quân Hoa Kỳ | 1.630     | Bị hư hại    |
| 11 tháng 11, 1942 | USS Joseph Hewes | Hải quân Hoa Kỳ | 9.359     | Bị đánh chìm |
| 11 tháng 11, 1942 | USS Winooski     | Hải quân Hoa Kỳ | 10.172    | Bị hư hại    |
| 15 tháng 11, 1942 | USS Electra      | Hải quân Hoa Kỳ | 8.113     | Bị hư hại    |